# Plitvická jezera
Plitvická jezera (chorvatsky Plitvička jezera) jsou nejznámější soustavou jezer, chráněnou jako národní park v Licko-senjské župě v Chorvatsku. Nachází se na horním toku řeky Korany mezi horskými vápencovými masivy Mala Kapela a Plješevica. Lokalita se rozkládá mezi městy Karlovac a Zadar v blízkosti hranice s Bosnou a Hercegovinou a patří mezi turisticky nejnavštěvovanější a nejatraktivnější v zemi.

## Název

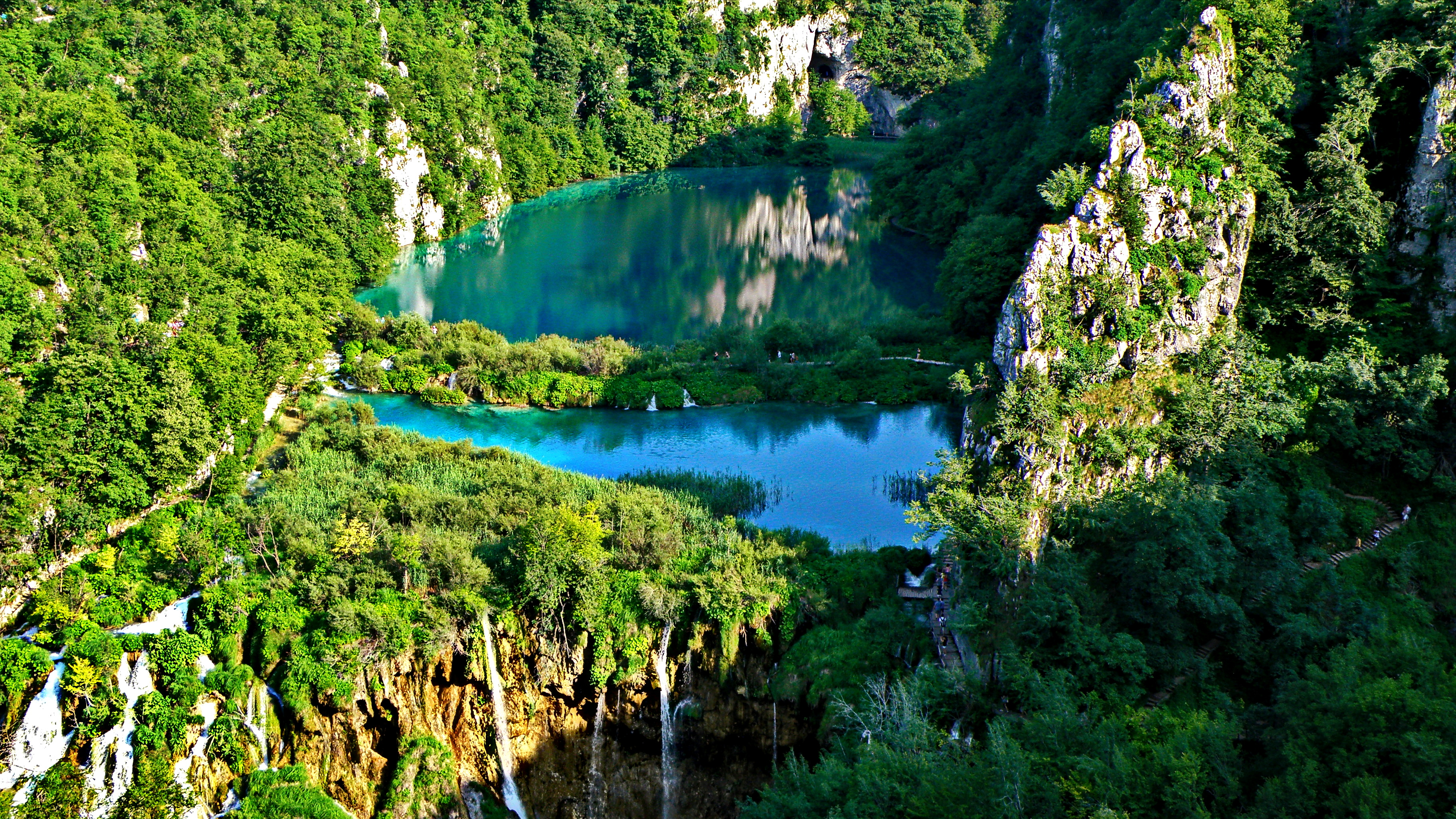
Dvě z jezer celé soustavy.

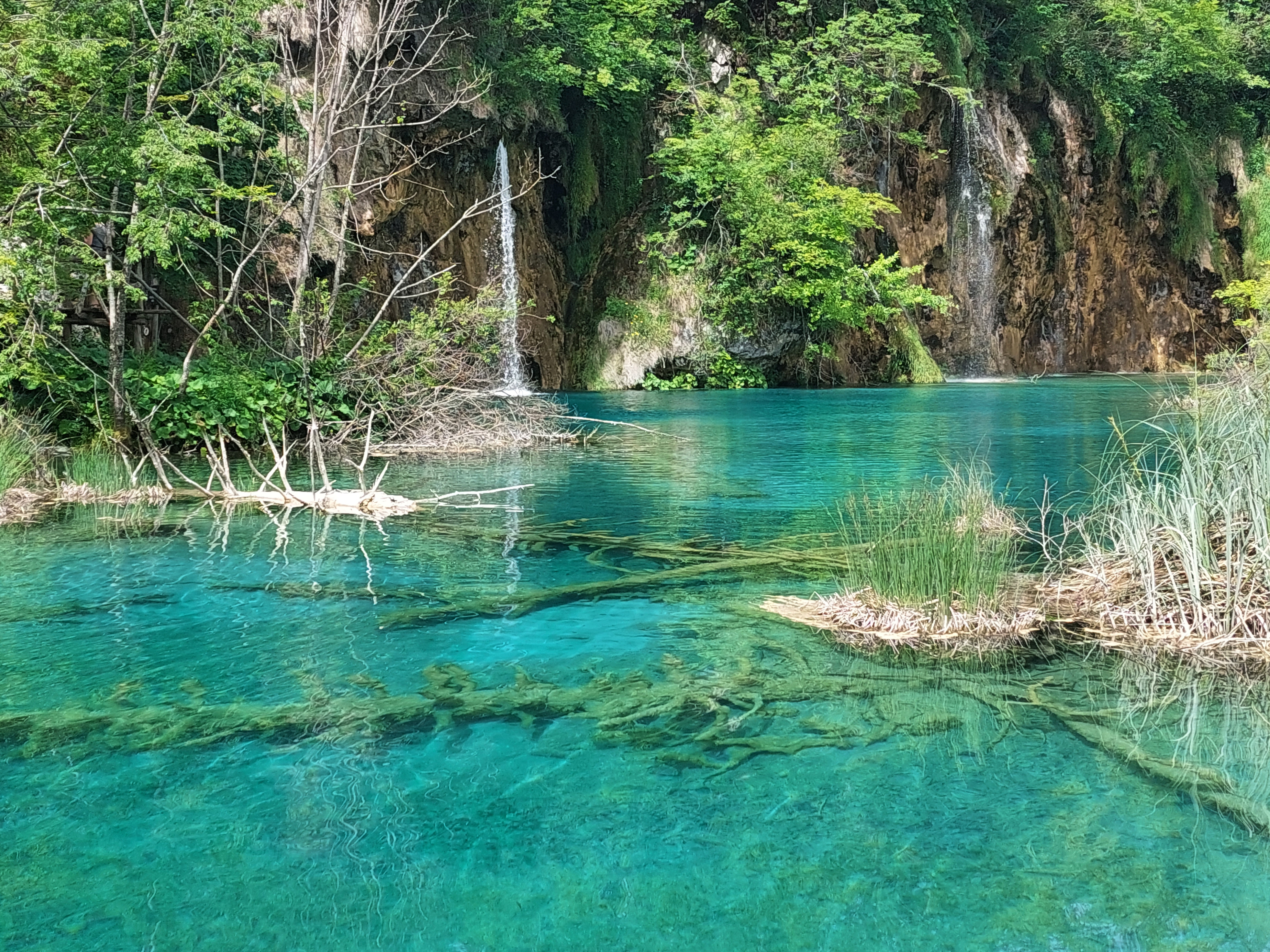
Modrá hladina jezer.

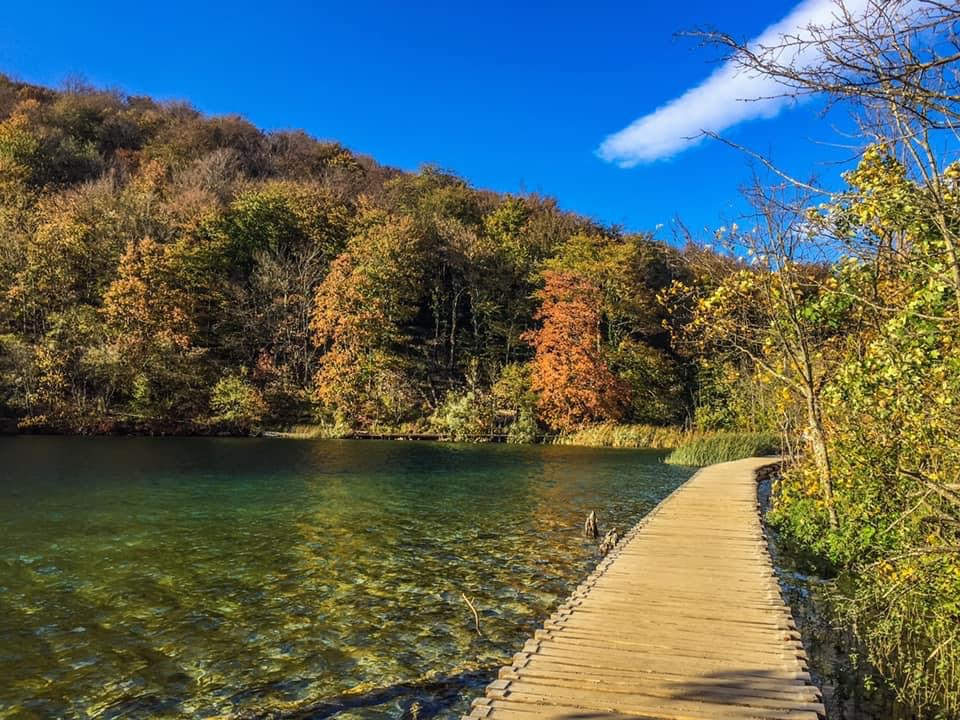
Plitvická jezera na podzim.

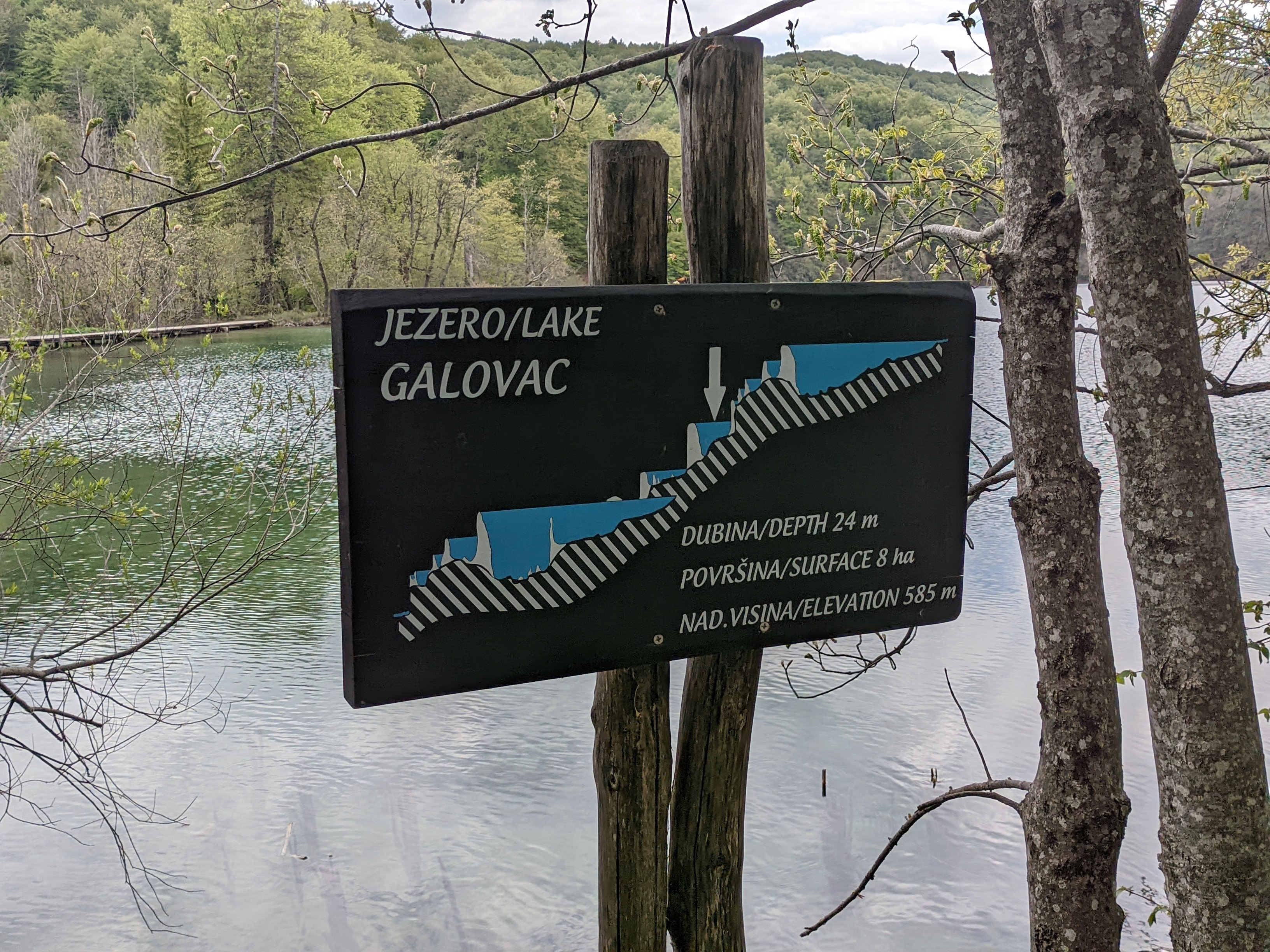
Schéma jezer.

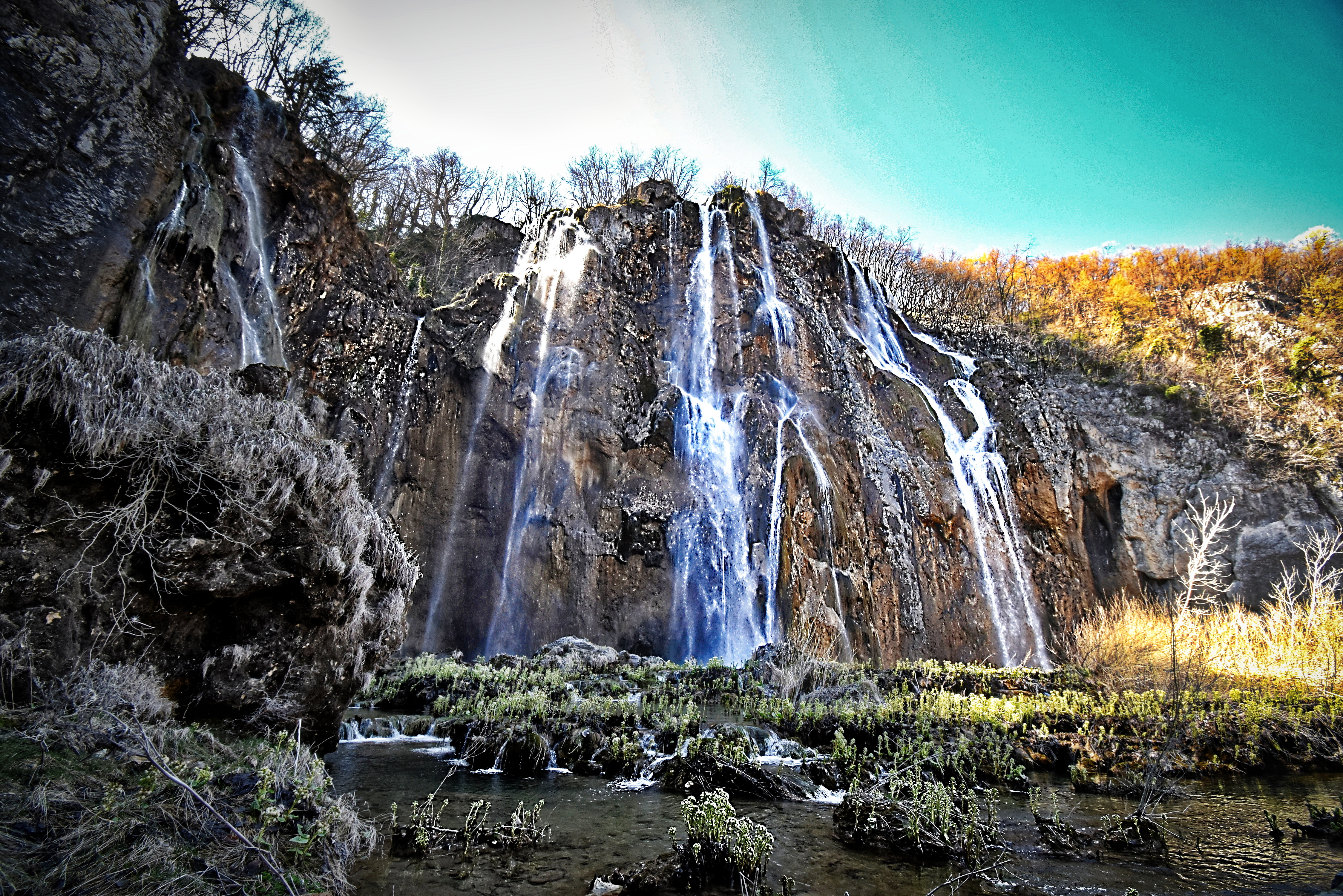
Vodopád na Plitvici.

Označení Plitvická jezera bylo poprvé použito v roce 1777 knězem Dominikem Vukasovićem, který jej odvodil z názvu jedné z řek, na kterých krasová oblast leží, a která na konci parku ústí do zmíněné Korany. Na mapách prvního vojenského mapování z téhož období se nicméně tento název neobjevuje. Jednotlivá jezera jsou zde zakreslena, mají v řadě případů rozlišnou délku, resp. velikost než je tomu v současnosti. Okolní vesnice (např. Plitvički Leskovac) zde nejsou patrné. Název se objevuje až na mapách vojenského mapování třetího a to v německé podobě jako Plitvicer S(ee).
Podle některých legend byla celá lokalita nazývána také Vražji vrt (zahrada zlořádu, nečisté síly).

## Přírodní poměry
Krasová jezera jsou terasovitě rozložená a spojená průtoky. Jsou součástí krajiny, která spadá do systému Dinárských hor.
Jednotlivá jezera jsou oddělená travertinovými hrázemi, po kterých voda padají vodopády. Největší z vodopádů (Velký vodopád, chorvatsky Veliki slap) má výšku 78 m. Je nejvyšším na území Chorvatska. Výškový rozdíl mezi nejvýše položeným jezerem a nejnižším je skoro 150 metrů.
Vodopádů je zde ale více; dále potom v okolních skalách lze spatřit až 20 jeskyní (největšími z nich jsou jeskyně Šupljara a Golubnjača). Četná jsou rovněž různá zřídla. Rozloha parku, který byl vyhlášen kvůli ochraně unikátní lokality, činí 29 482 ha, z toho 200 ha připadá na vodní plochu samotných jezer. Okolní lesy jsou bukové, jedlové, smrkové a tisové. Žijí zde medvědi, lišky, srny a divoká prasata.
Z administrativního hlediska spadá oblast jezer pod općiny (obce) Slunj, Otočac a Ogulin a největší část pod město Korenica, býv. Titova Korenica.

### Klimatické poměry
Průměrný roční úhrn srážek zde činí 1500 mm. Největší množství deště obvykle spadne na jaře a na podzim. Průměrná relativní vlhkost vzduchu dosahuje 81,8 %. V lednu je průměrná teplota 2,2 °C, v letních měsících v červenci a srpnu potom stoupá až na 17,4 °C. Průměrná roční teplota se zde pohybuje okolo 7,9 °C. Sníh padá od listopadu do února. V prosinci a lednu jezera obvykle zamrzají. 
Teplota vody na pramenech, které do jezer ústí, se pohybuje pod 10 °C. V potocích a jezerech postupně vzrůstá až do 20 °C, nicméně může značně oscilovat. Běžná je velmi nízká teplota vody ve větších hloubkách i v létě.

## Historie
Formování jezer začalo z geologického smyslu velmi nedávno, a okolo poslední doby ledové okolo 10 tisíc až 20 tisíc let v minulosti. Jezera vznikla složitým postupem, částečně tektonickým. 
Historicky se jednalo o velmi odlehlou a nepříliš osídlenou oblast. Podle legendy[zdroj?] vznikla poté, co po dlouhém suchu a nesčetných modlitbách místních za vodu se nad nimi Černá královna smilovala a seslala na zemi silnou bouři, po které konečně zapršela. Déšť padal tak dlouho, až se na zemi vytvořila jezera.
V dávnověku zde žili Keltové, Ilyrové a také Římané a Avaři. Archeologické vykopávky objevily základ kláštera paulánů, který zde kdysi stál. U Gradinského jezera byly odhaleny základy staveb z 13. století. Jednalo se původně nejspíše o románský objekt, postavený později na hrádek (Krčingrad). Objevuje se ještě na mapách z 18. století. I přes četné hypotézy se ale nepodařilo zjistit, kdo byl jeho vlastníkem. 
Ve středověku zde docházelo k častým bojům. Např. roku 1493 se nedaleko od Plitvických jezer odehrála bitva na Krbavském poli.
V období válek mezi Habsburskou monarchií a Turky byla lokalita součástí tzv. Vojenské hranice. To mělo zajistit jednak bezpečnost při linii s nebezpečným nepřítelem, jednak omezit vliv různých zbojníků (hajduci, uskoci), kteří se zde živili zločinem. Staletí nestability a vyhánění lidí z regionu tohoto i okolních vedly k velké etnické rozmanitosti okolí Plitvických jezer. Dostěhovávalo se sem například pravoslavné (srbské) obyvatelstvo, jak z oblastí Černé Hory tak i odjinud. Získali zde možnost se usídlit výměnou za vykonávání vojenské služby. 
Lidé, kteří v tomto regionu žili, různým způsobem měnili podobu celé krajiny. V 18. a 19. století bylo v okolí postaveno několik mlýnů a k nim byly zbudovány náhony. Ty potřebovaly vodu z řeky Korany a některá jezera tak dočasně vyschla. 
Již na konci 19. století se zde začala velmi skromně rozvíjet turistika. Stála zde první turistická chata, a to v místě dnešního turistického resortu s názvem Plitvička jezera. Začátek ochrany okolní přírody lze datovat do roku 1883, kdy bylo zakázáno místní lesy kácet. Roku 1894 navštívilo Plitvická jezera okolo tisíce lidí. O dva roky později zde byl dokončen hotel s 28 pokoji. I po rozpadu Rakousko-Uherska se rozvíjel turistický potenciál Plitvických jezer, v roce 1937 zde již bylo úhrnně 668 pokojů v různých hotelech, jezera navštívilo 18 tisíc domácích a 6 tisíc zahraničních turistů. Rozvoj umožnila výstavba železnice, která vedla nedaleko od jezer. Nejbližší nádraží stojí v obci Rudopolje. Jeden z hotelů zde nicméně v roce 1938 vyhořel a zbytek byl zničen během druhé světové války.
V první polovině 20. století věnovala chorvatská spisovatelka Karla Kolesarić sbírku básní právě této lokalitě, čímž ji popularizovala v tehdejší chorvatské, resp. jugoslávské společnosti.
Dne 8. dubna 1949 byl zřízen národní park, jehož účelem bylo zajistit ochranu unikátní kaskády (převýšení 156 m). V roce 1979 byl zařazen do Světového dědictví UNESCO. O rozvoji lokace se uvažovalo již po druhé světové válce; v roce 1948 např. jugoslávské odbory rozhodly o výstavbě rekreačního areálu u Plitvických jezer.
Plitvická jezera se nicméně nachází ve velmi odlehlé a historicky málo rozvinuté oblasti Chorvatska, resp. tehdy Jugoslávie. Proto byl rozvoj nesnadný. Postaven byl hotel Jezero), turistická vesnice (resort), restaurace s tradičními delikatesami, nové silnice. Zbudován byl i plynovod a další vedení, které umožnilo přivést moderní vymoženosti i do této odlehlé lokality. V roce 1971 tak již ubytovací kapacity překonaly předválečnou úroveň. Jako cenově atraktivní se pro místní návštěvníky, především z celé Jugoslávie, potom jevil rozlehlý autokemp. Do rozpadu země se jednalo i o místo velmi oblíbené pro pořádání svateb.
Na jaře 1991 se území parku stalo místem ozbrojeného incidentu, prvního vojenského konfliktu, který si vyžádal oběti v rámci jugoslávské války. Během konfliktu byla oblast obsazena Vojsky Republiky srbské krajiny a roku 1995 osvobozena. Ještě v roce 2006 se na některých místech nacházely miny.

## Geologie
Podzemí lokality má řadu zajímavých geologických specifik. Celá oblast dnešního národního parku spadá pod krasové oblasti typické pro Chorvatsko a Bosnu a Hercegovinu. Skály jsou křehké a porézní, jedná se především o vápenec a dolomit. Typické jsou různé ponory, závrty, krasová pole a další. Struktura podzemí v dané lokalitě není podrobněji prozkoumána. 
Z místních jeskyní jsou pro návštěvníky otevřené již zméněno Golubnjača a Šupljara, které se nachází nad jezerem Kaluđerovac. Další jeskyně jsou Marčna špilja o délce 160 m, Vila Jezerkinje o délce 104 m, Nacházejí se zde také různé jámy. V jeskyních byly odhaleny kosti jeskynního medvěda.

## Turistika
Park navštěvuje ročně 200 000 turistů. Vstup do národního parku je zpoplatněn, turistické stezky a mosty vedou po obou stranách kaňonu i pod vodopády. Je na výběr 6 variant prohlídkových tras, které trvají od 3-6 hodin. K nejvýše položenému jezeru (Prošćanské jezero) jezdí kyvadlová doprava, jejíž použití je v rámci zaplaceného vstupu zdarma a na jednotlivých zastávkách lze nastupovat i vystupovat libovolně. Přes jezero kozjak jezdí pravidelně výletní loď.

## Vodstvo
Největší a nejhlubší je již zmíněné jezero Kozjak s plochou 81,5 hektarů a nejvýše položené je Prošćanské jezero s nadmořskou výškou 636,6 m n. m. Celková rozloha všech jezer činí 217 ha. Celkem se nacházejí na 5 řekách. Lokalita leží ve vápencové proláklině, která vznikla mimo jiné i erozí travertinových bloků. Ke vzniku teras přispívají unikátní bakterie žijící v mechu a trávě. Dolní jezera vznikla zřícením stropů podzemních jeskyň a jejich naplněním vodou. Barva jezer se neustále mění od azurové po tmavě modrou v závislosti na množství minerálů a organismů ve vodě.
Voda v jezerech však díky fekálnímu znečištění z nadměrného turismu a v regionu masivně rozšířené ilegální výstavby není již dále pitná. Kvůli současnému stavu UNESCO zvažovalo odebrání statutu světového dědictví.
- Řeky
  - Korana
  - Matica
  - Bijela rijeka
  - Crna rijeka
  - Ljeskovac
  - Sartuk
  - Plitvica – spadá do kaňonu 78 m vysokým vodopádem Veliki slap
  - Rječica – soustava osmi jezer, z nichž největší je jezero Kozjak.

- Jezera[11]

| jezero            | rozloha (ha) | skupina | délka (m) | šířka (m) | maximální hloubka (m) | nadmořská výška (m) |
| ----------------- | ------------ | ------- | --------- | --------- | --------------------- | ------------------- |
| Prošćanské jezero | 68           | horní   | 2500      | ?         | 37                    | 636                 |
| Ciginovac         | 6,8          | horní   | ?         | ?         | 11                    | 620                 |
| Okrugljak         | 4,1          | horní   | ?         | ?         | 15                    | 613                 |
| Batinovac         | 0,9          | horní   | ?         | ?         | 5                     | 610                 |
| Veliki Jovinovac  | 1,6          | horní   | ?         | ?         | 8                     | 607                 |
| Mali Jovinovac    | 1,0          | horní   | ?         | ?         | 10                    | 605                 |
| Vir               | 0,6          | horní   | ?         | ?         | 4                     | 598                 |
| Galovac           | 12,0         | horní   | ?         | ?         | 24                    | 582                 |
| Milino jezero     | 0,12         | horní   | ?         | ?         | ?                     | 576                 |
| Gradinské jezero  | 8,3          | horní   | ?         | ?         | 10                    | 553                 |
| Burget            | 0,77         | horní   | ?         | ?         | ?                     | 557                 |
| Kozjak            | 83,0         | horní   | 3000      | ?         | 46                    | 534                 |
| Milanovac         | 3,0          | dolní   | ?         | ?         | 18                    | 523                 |
| Gavanovac         | 1,4          | dolní   | ?         | ?         | 10                    | 519                 |
| Kaluđerovac       | 2,1          | dolní   | ?         | ?         | 13                    | 505                 |
| Novakovića-brod   | 0,29         | dolní   | ?         | ?         | 3                     | 503                 |

## Fauna a flóra
Lesní porost je mezi odborníky pokládán za jeden z nejzachovalejších svého druhu v Evropě. Na území parku rostou i vzácné rostliny, které jsou přísně chráněné. V rámci národního parku jsou nepřístupná místa, kde rostou endemity, např. louka s 42 druhy orchidejí a 16 druhů lilií. 
V lesích žijí velké šelmy, jako jsou medvědi, vlci nebo rysi (ti sem byli úspěšně vysazeni), ale také vysoká a černá zvěř. Dále žijí v jezerech různé druhy ryb a raci. Jejich lovení je zakázáno. Druhů ryb zde není mnoho, lidé sem zavlékli také štiku. Mezi obojživelníky, kteří se zde vyskytují, patří např. mloci, čolek alpský, čolek hladký, skokan písečný, ropucha obecná a ropucha horská. Na skalách kaňonu Korany hnízdí orel skalní a sokol stěhovavý.

## Kultura
Na Plitvických jezerech byly natočeny některé scény pro film Poklad na Stříbrném jezeře podle románu Karla Maye. Dokonce si v národním parku lze nechat uspořádat svatební obřad.

## Galerie

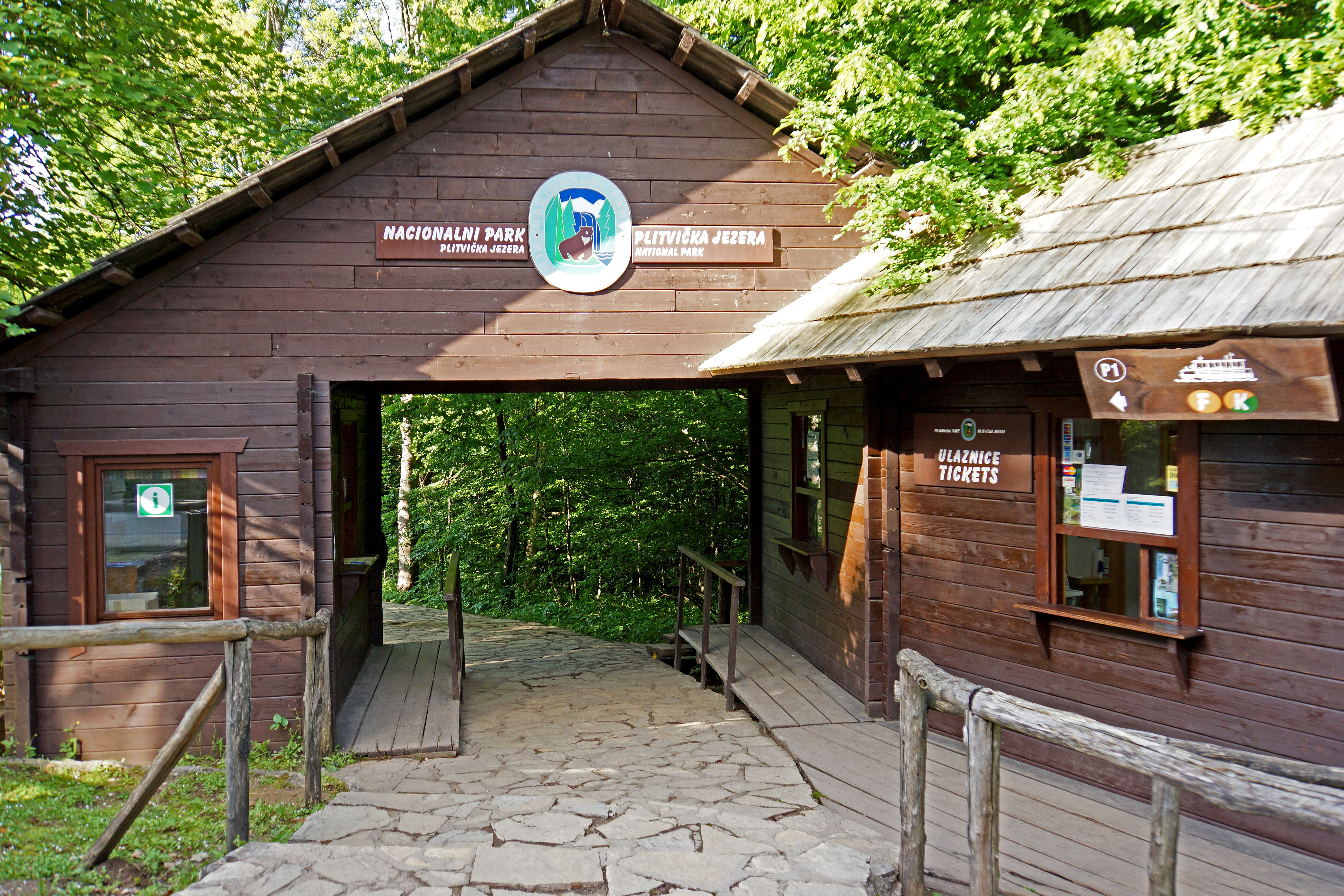
Vstup do národního parku
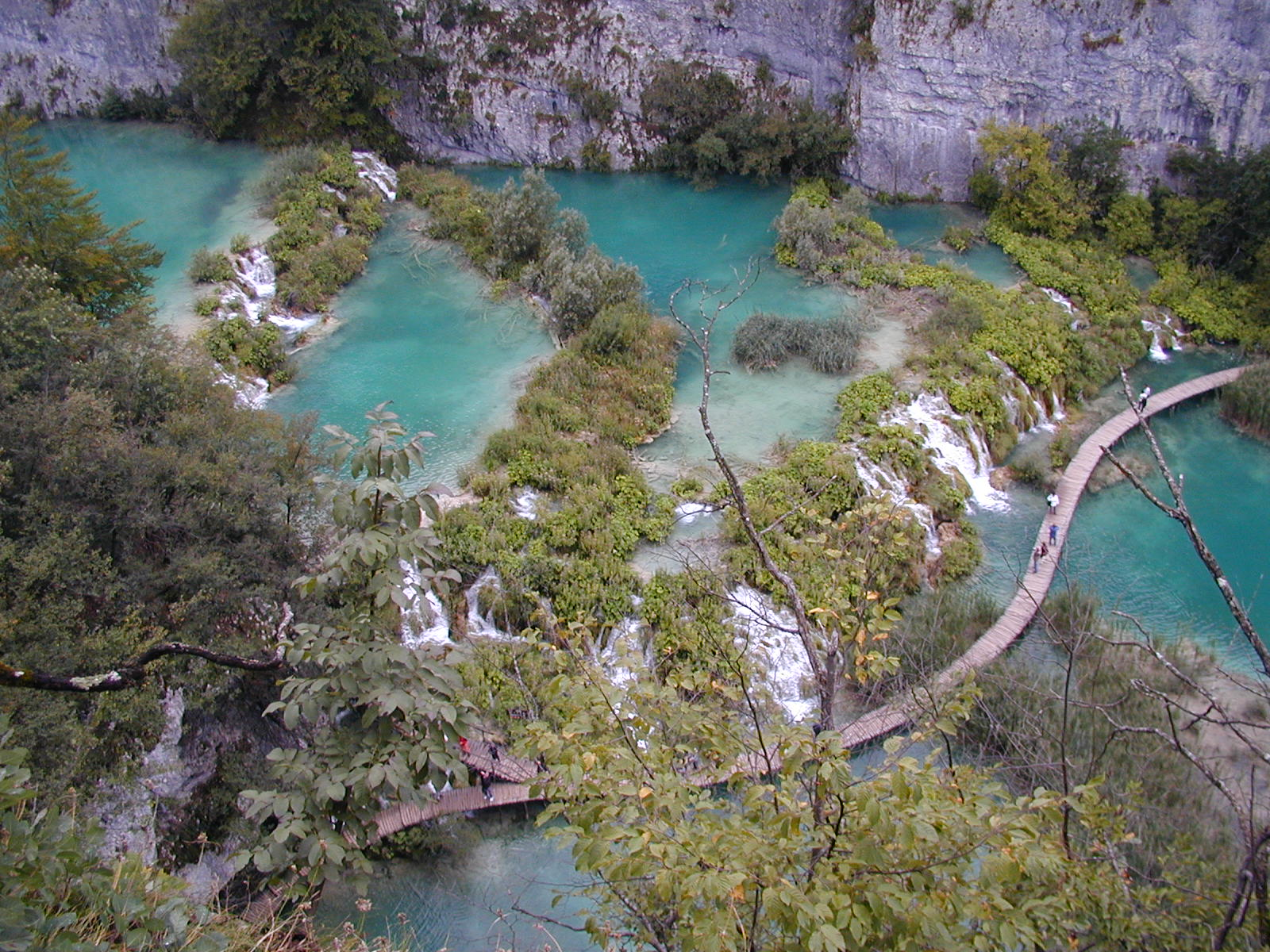
Ptačí pohled na Dolní Plitvická jezera
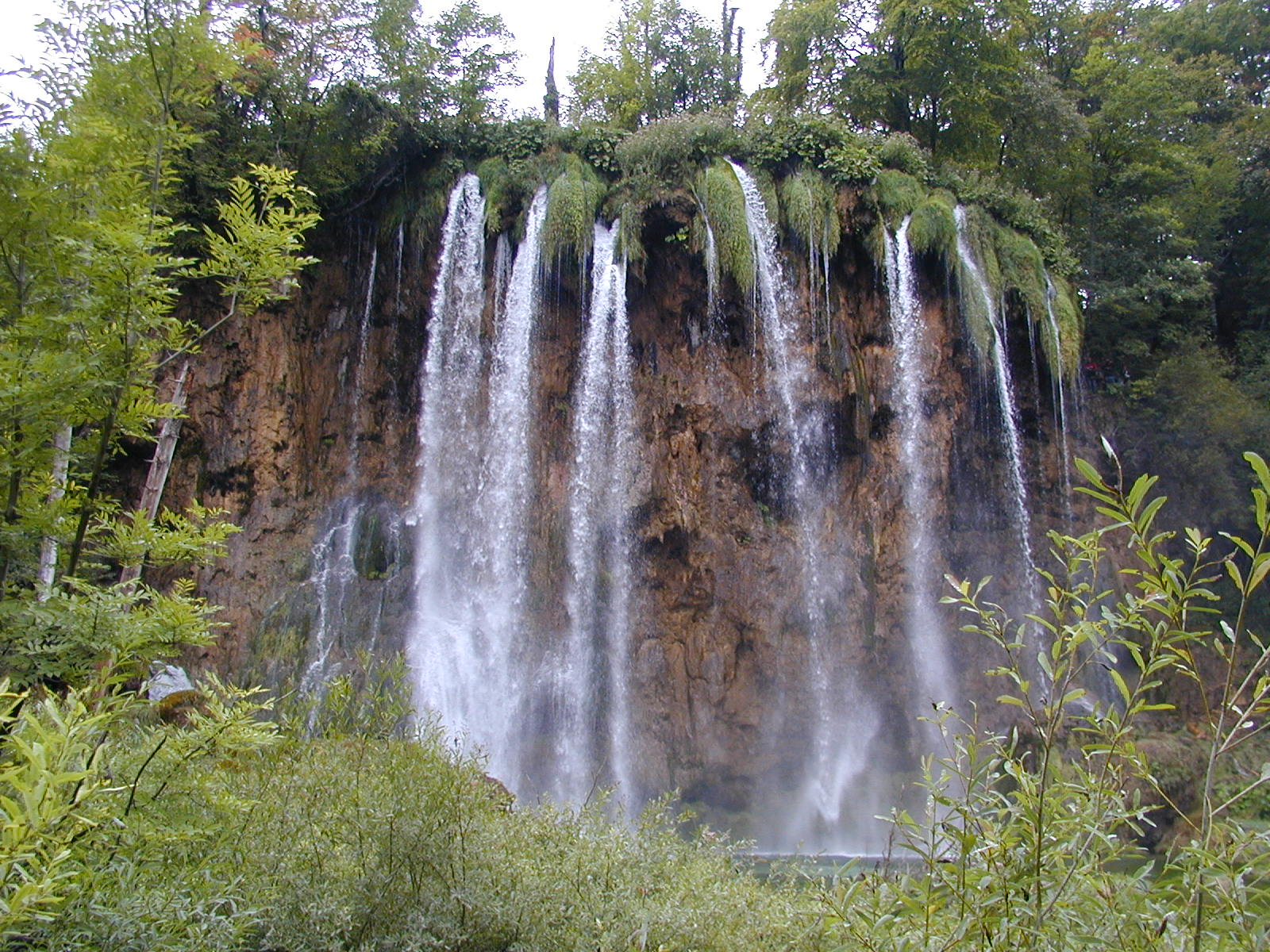
Vodopády na Horních Plitvických jezerech
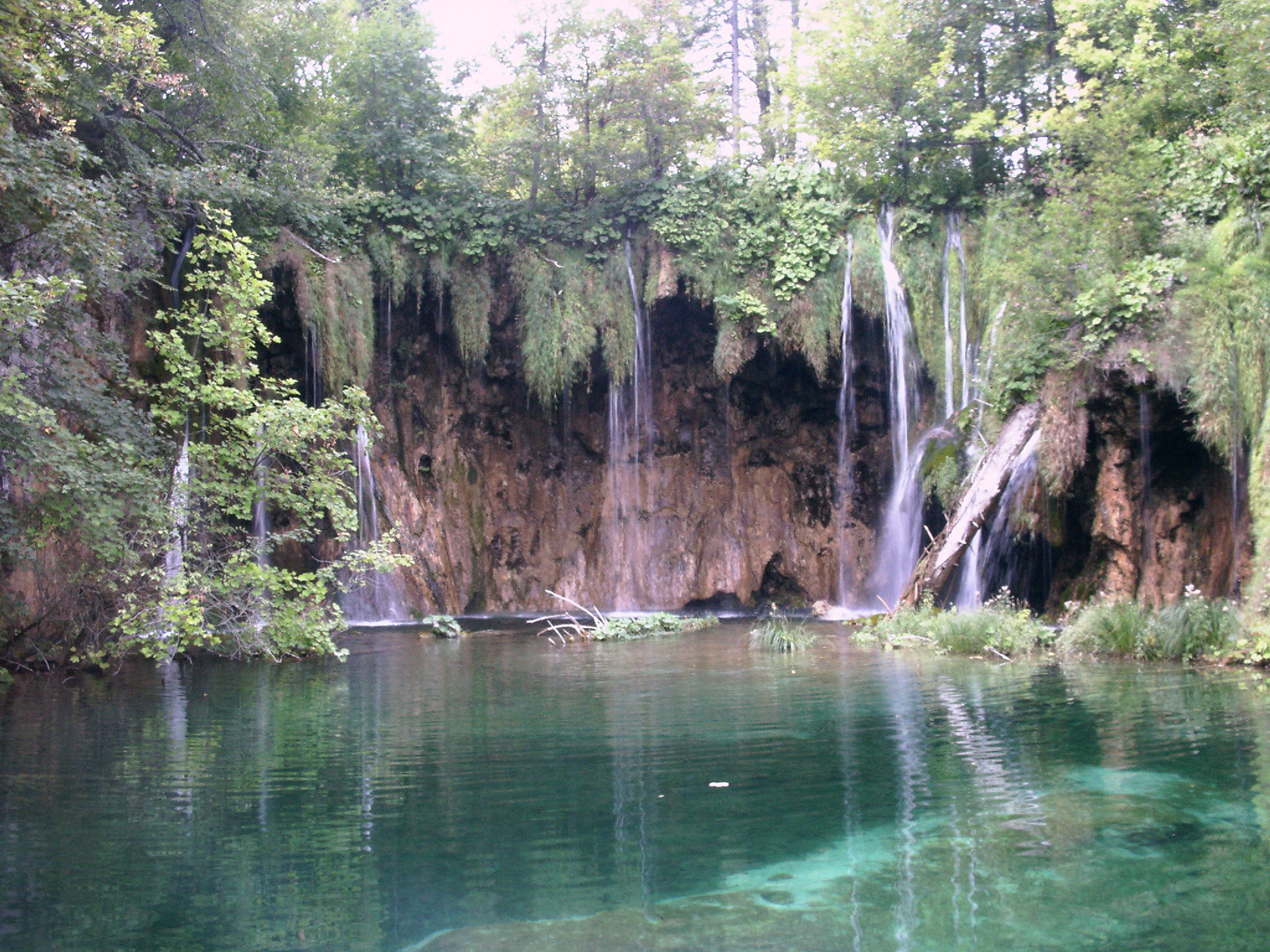
Vodopády v létě
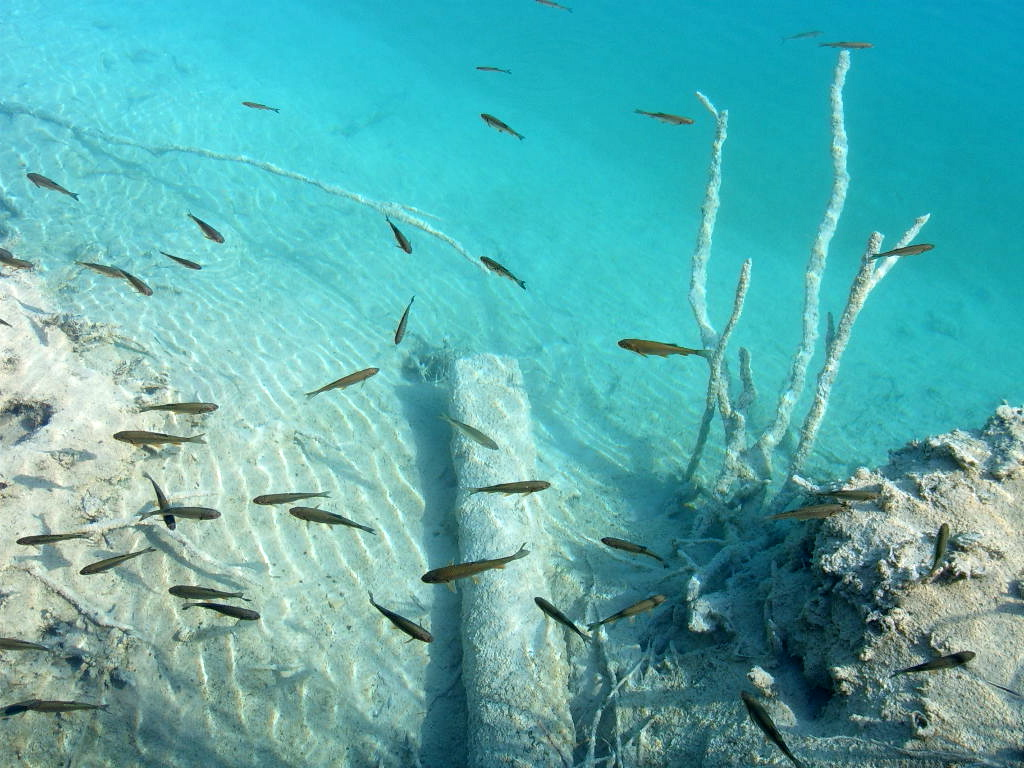
Podvodní život
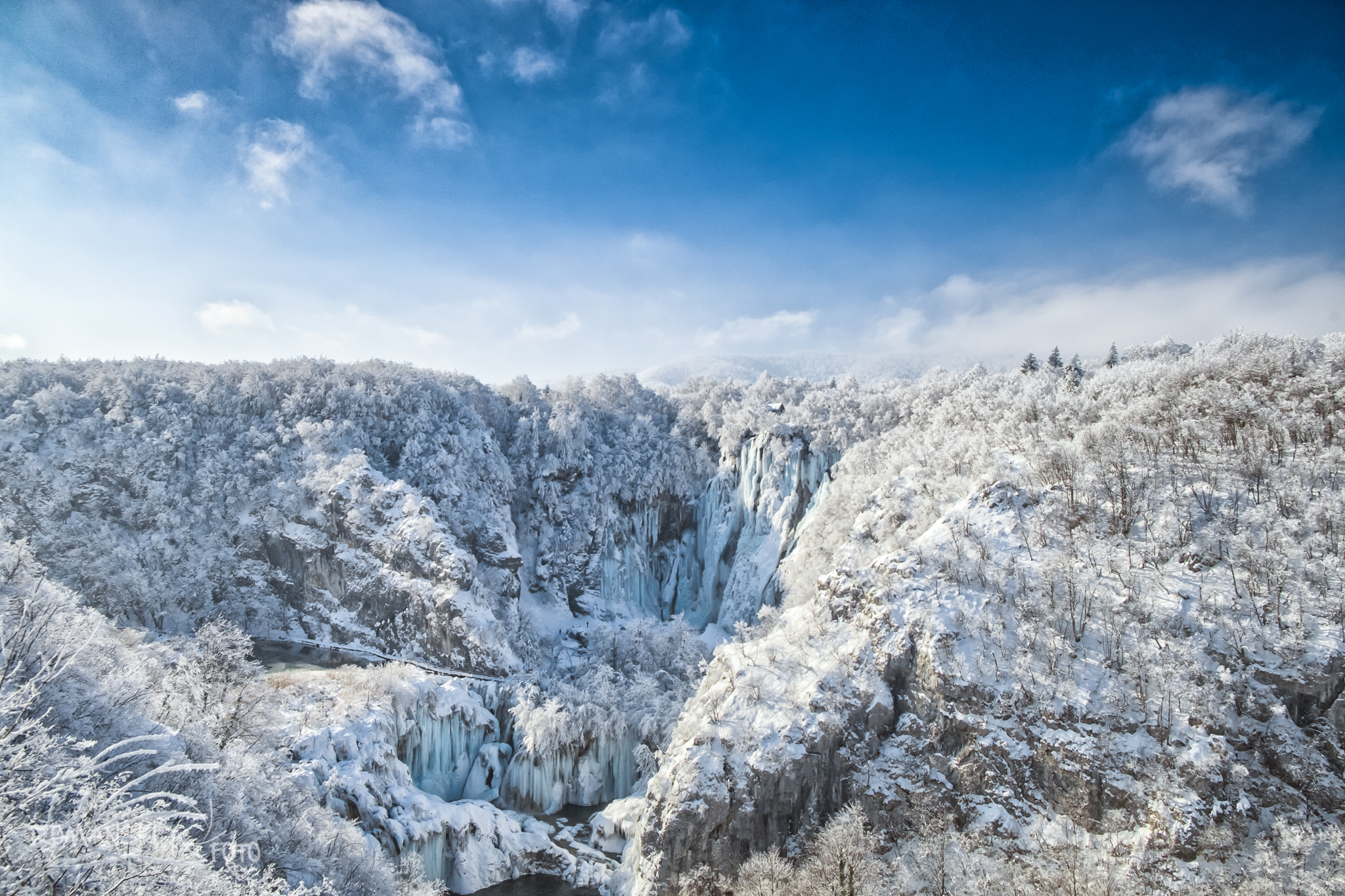
Národní park v zimě
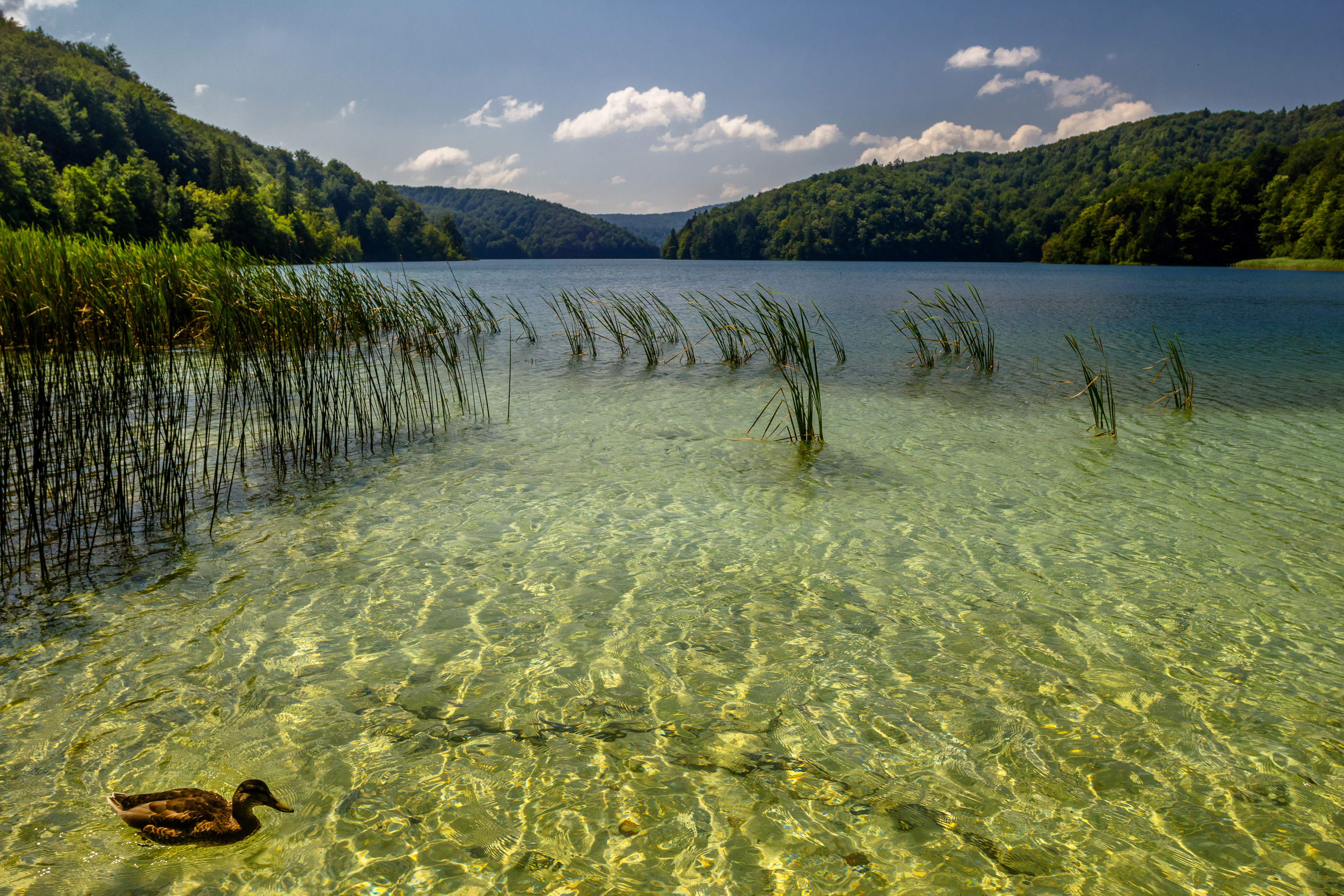
Křišťálová voda v jezeře
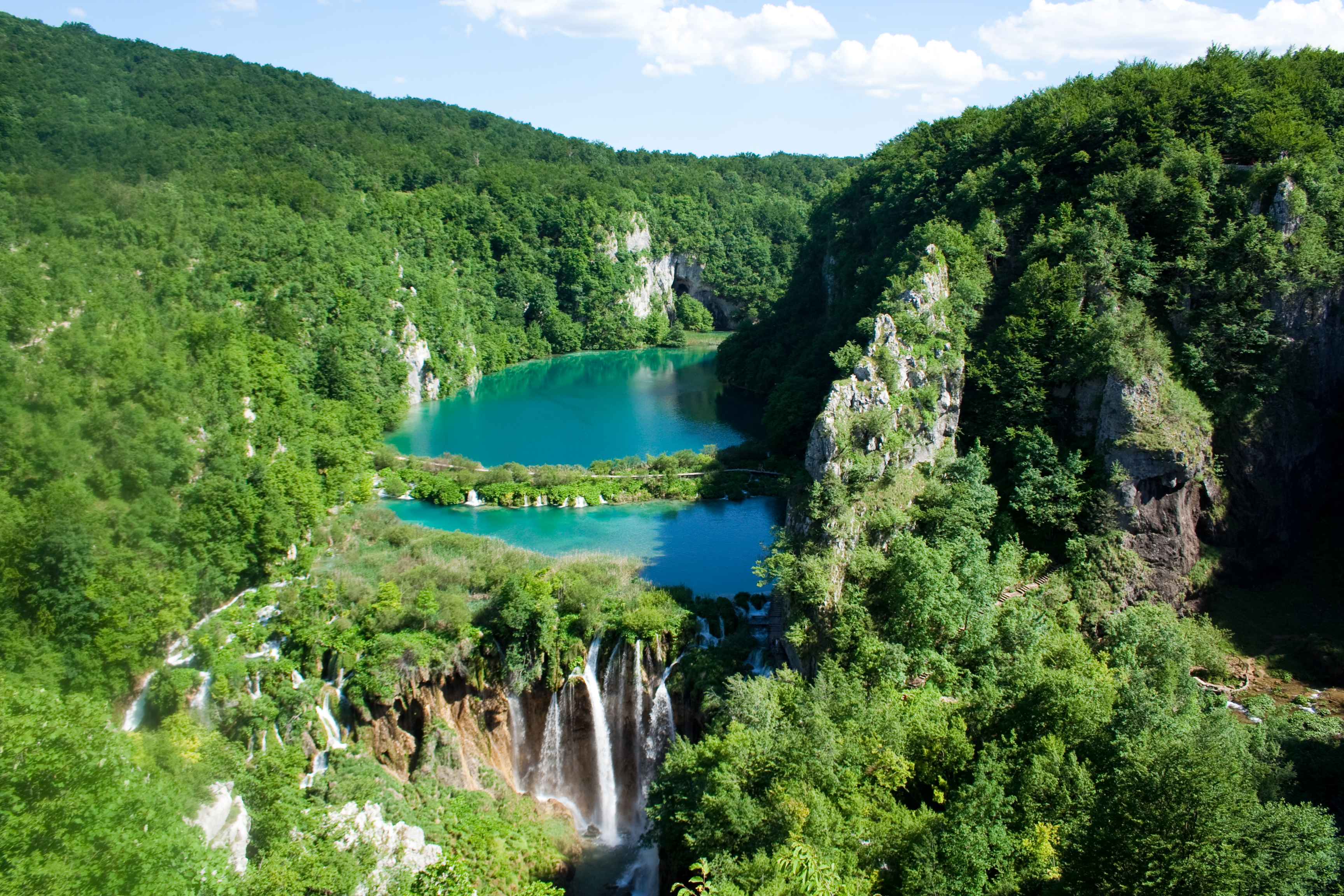
Panorama jezer
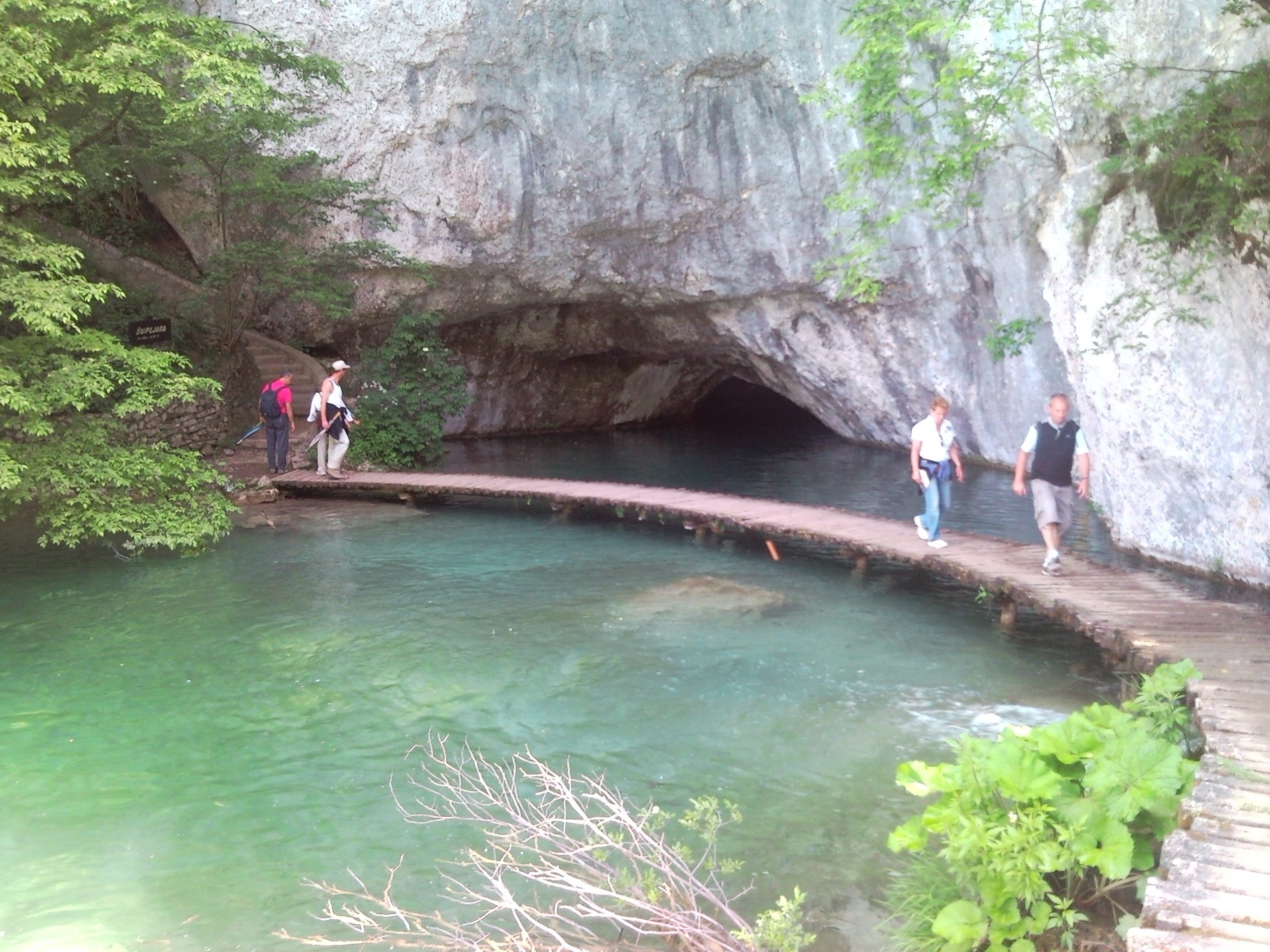
Modrá Jeskyně
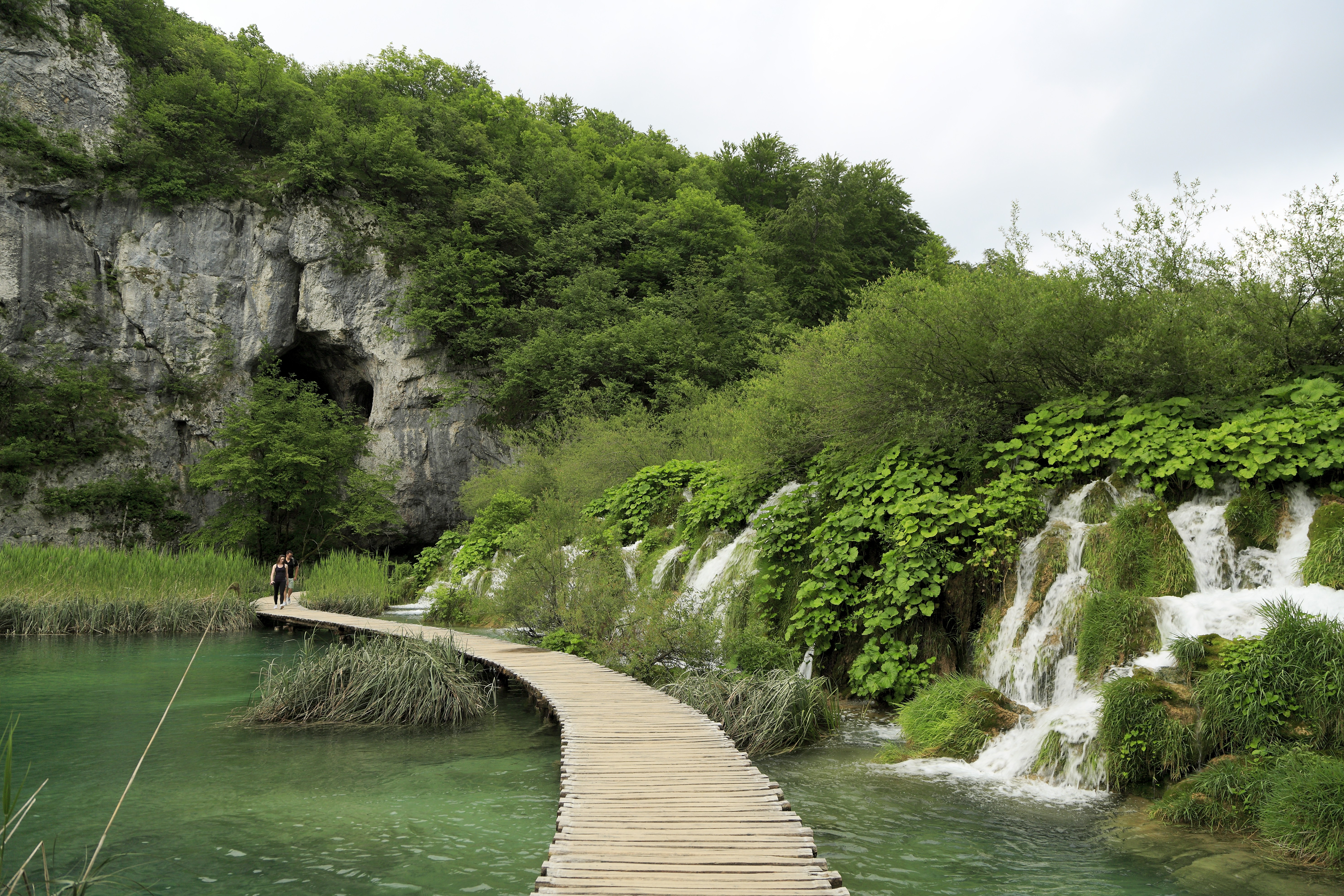
Šupljarská jeskyně